# Deinner Ordóñez
Deinner Eliut Ordóñez Corozo (Esmeraldas, 29 de octubre de 2009) es un futbolista ecuatoriano. Juega de defensa central y su equipo actual es Independiente del Valle de la Serie A de Ecuador, milita en las divisiones formativas.

## Trayectoria
Fue convocado para disputar la Copa Libertadores Sub-20 de 2025 a sus 15 años. Disputó el último partido de la fase de grupos, fue titular pero fueron vencidos y quedaron eliminados frente a Palmeiras, quien posteriormente sería uno de los finalistas del certamen.
En abril de 2025, trascendió que Liverpool estaba siguiendo de cerca su progeso. A finales de julio un club portugués ofertó por su fichaje.

## Selección nacional
Ha sido internacional con la selección de fútbol de Ecuador en las categorías juveniles sub-15, sub-17 y sub-20.
En 2023 fue citado por primera vez a la selección, en la categoría sub-15. En septiembre tuvo sus primeros minutos en una gira internacional en Brasil.
Su primera competición oficial fue el Campeonato Sudamericano Sub-15 de 2023, que se jugó en 2024. Llegaron a la final frente a Paraguay, empataron sin goles, fueron a penales, convirtió el suyo pero fueron derrotados 3-4.
Debido a la lesión de los 2 zagueros titulares, Miguel Bravo convocó a Deinner al Campeonato Sudamericano Sub-20 de 2025. En los entrenamientos mostró buen nivel y se ganó un puesto en el 11 inicial a pesar de ser sub-16. Debutó en la categoría el 24 de enero contra Bolivia, conjunto al que derrotaron 1-2. Jugó los 4 partidos de la fase de grupos como titular pero no clasificaron a la siguiente instancia.
En marzo fue convocado al Campeonato Sudamericano Sub-17 de 2025. Disputó 5 encuentros pero no lograron la clasificación a la Copa Mundial de la categoría.

## Estadísticas
Actualizado al último partido citado el 11 de abril de 2025.
| Selección         | Temporada         | Continental | Continental | Continental | Mundial      | Mundial      | Mundial      | Amistosos | Amistosos | Amistosos | Total | Total | Total  |
| Selección         | Temporada         | Part.       | Goles       | Asist.      | Part.        | Goles        | Asist.       | Part.     | Goles     | Asist.    | Part. | Goles | Asist. |
| ----------------- | ----------------- | ----------- | ----------- | ----------- | ------------ | ------------ | ------------ | --------- | --------- | --------- | ----- | ----- | ------ |
| Sub-15 · Ecuador  | 2023              | —           | —           | —           | —            | —            | —            | 2         | 0         | 0         | 2     | 0     | 0      |
| Sub-15 · Ecuador  | 2024              | 6           | 0           | 0           | —            | —            | —            | 2         | 1         | 0         | 8     | 1     | 0      |
| Sub-15 · Ecuador  | Total sel.        | 6           | 0           | 0           | 0            | 0            | 0            | 4         | 1         | 0         | 10    | 1     | 0      |
| Sub-17 · Ecuador  | 2024              | —           | —           | —           | —            | —            | —            | 2         | 0         | 0         | 2     | 0     | 0      |
| Sub-17 · Ecuador  | 2025              | 5           | 0           | 0           | No clasificó | No clasificó | No clasificó | 0         | 0         | 0         | 5     | 0     | 0      |
| Sub-17 · Ecuador  | Total sel.        | 5           | 0           | 0           | 0            | 0            | 0            | 2         | 0         | 0         | 7     | 0     | 0      |
| Sub-20 · Ecuador  | 2025              | 4           | 0           | 0           | No clasificó | No clasificó | No clasificó | -         | -         | -         | 4     | 0     | 0      |
| Sub-20 · Ecuador  | Total sel.        | 4           | 0           | 0           | 0            | 0            | 0            | 0         | 0         | 0         | 4     | 0     | 0      |
| Total selecciones | Total selecciones | 15          | 0           | 0           | 0            | 0            | 0            | 6         | 1         | 0         | 21    | 1     | 0      |
| 1.                |                   |             |             |             |              |              |              |           |           |           |       |       |        |